# May Aufderheide
May Frances Aufderheide, née le 21 mai 1888 à Indianapolis et morte le 1er septembre 1972 à Pasadena, était une compositrice américaine de musique ragtime. 
Elle est probablement la plus connue des compositrices de ragtime. Autrice de plusieurs pièces devenues des standards au début du XXe siècle comme "Dusty Rag" (1908), "The Thriller" (1909) ou "Buzzer Rag" (1909).

## Biographie
May Frances Aufderheide est née dans une famille d'Indianapolis pratiquant un peu la musique, en 1888. Ses parents étaient John Henry Aufterheide, un violoniste travaillant dans le secteur bancaire, et Lucy M. Aufderheide. Sa tante, May Kolmer était une pianiste de talent qui joua des concerts avec l'"Indianapolis Symphony". Elle apprit donc le piano classique avec cette dernière quand elle fut adolescente. Elle se mit à écrire ses premiers rags à la fin de ses études. Elle publie sa première pièce "Dusty Rag" début mai 1908. La couverture de la partition est de Duane Crabb, et rencontre un succès dans la ville d'Indianapolis.
Elle épouse un jeune architecte, Thomas M. Kaufman en cette année 1908, et ils s'installèrent à Richmond (Virginie) en fin d'année. Le père de May fonde alors la "J.H. Aufderheide & Company" pour publier les œuvres de la jeune pianiste, ainsi que celles de sa cousine; Frieda Aufderheide. Elle publia un total de sept rags, dont le "Thriller Rag" qui restera plus tard sa pièce la plus connue. Il n'était pas rare à l'époque du ragtime de représenter les noirs de façon caricaturale sur les couvertures de partition comme ce fut le cas pour ce morceau, et le "Dusty" de 1908 également.
May Aufderheide revint à Indianapolis en 1911, et c'est à ce moment qu'elle publia sa dernière composition instrumentale pour piano, le "Novelty Rag". Elle arrête ainsi d'écrire à partir de 1912 où elle travaille avec son mari dans le secteur bancaire. En 1922, le couple adopte une fille; Lucy Kaufman. Elle arrête la musique à partir des années 1930, et la famille déménage en Californie dans les années 1940. Dès 1950, May Aufderheide doit se déplacer en fauteuil roulant et le restera jusqu'à sa mort, en raison de son arthrite. Son mari meurt à la fin des années 1960, la laissant seule à Pasadena pendant douze ans jusqu'en 1972. Elle est aujourd'hui reconnue comme une des plus populaires pianistes femmes de ragtime.

## Liste des compositions

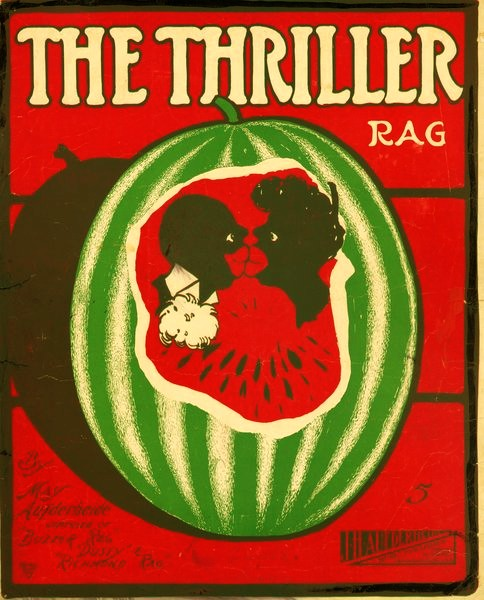
The Thriller Rag, 1909

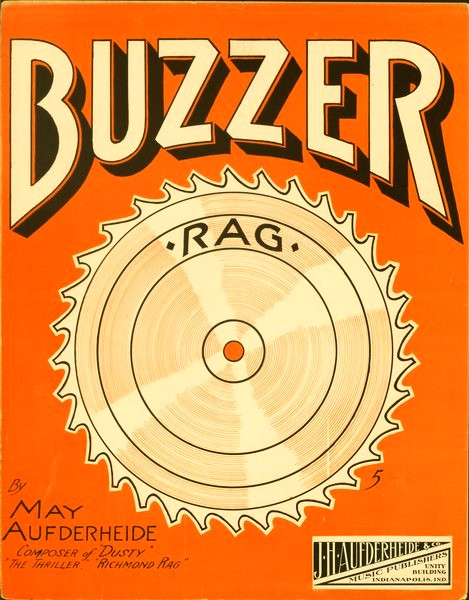
Buzzer Rag, 1909

### 1908
- Dusty Rag
- The Richmond Rag

### 1909
- The Thriller Rag
- Buzzer Rag
- I'll Pledge My Heart to You

### 1910
- Blue Ribbon Rag
- A Totally Different Rag
- A Totally Different Rag - Song
- In Bamboo Land
- My Girl of the Golden Days

### 1911
- Novelty Rag
- Pompeian - Waltzes
- I Want a Patriotic Girl
- Drifting in Dreams With You
- You and Me in the Summertime
- I Want a Real Lovin' Man
- Pelham - Waltzes

### 1912
- Dusty Rag - Song